# Álvaro Cervantes
Álvaro Cervantes est un acteur espagnol, né le 12 septembre 1989 à Barcelone (Catalogne).

## Biographie
Álvaro Cervantes est le fils d'un commercial en informatique et d'une fleuriste. Il commence à se passionner de théâtre en jouant au collège. Il passe son bac de théâtre pendant qu'il tient un rôle dans la série télévisée Abuela de verano, réalisée par Joaquin Oristrell et produite par Televisión Española. Ensuite il étudie dans une filière de communication audiovisuelle, sans terminer.
Il débute au cinéma avec des courts métrages, puis participe à Pretextos (2008), drame réalisé et joué par Sílvia Munt, avec aussi Laia Marull comme actrice. La même année, il obtient un rôle plus important dans El juego del ahorcado, version cinématographique d'un roman d'Inma Turbau. Son interprétation lui vaut d'être nommé comme meilleure révélation masculine du prix Goya.
Il joue aux côtés de Mario Casas et de María Valverde dans Tres metros sobre el cielo (Trois mètres au-dessus du ciel) en 2010. Il joue aussi dans Tengo ganas de ti en 2012 et dans Hanna en 2011. Mais c'est dans Le Sexe des anges qu'il atteint un public international. Il y joue l'un des trois rôles principaux (Rai, prof de karaté et danseur de hip-hop) d'une relation triangulaire bisexuelle, avec la photographe Carla (jouée par Àstrid Bergès-Frisbey) et l'étudiant Bruno (Llorenç González) dont il tombe amoureux.
Cervantes apparaît régulièrement à la télévision, notamment dans les séries Punta Escarlata (Marcos Rozas) pour Telecinco, Luna, el misterio de Calenda (Joel Bernal) ou encore El corazón del océano (Alonso), sur Antena 3.
En 2015, il joue dans la mini-série Los Nuestros qui est achetée en France par le groupe M6.
Il débute en parallèle, le tournage de Carlos, rey emperador pour la chaîne publique TV1 qui retrace la vie de Charles Quint. La série est diffusée en Espagne à partir de septembre 2015
Il joue plus récemment en 2021 dans deux film Netflix, Donde caben dos et Loco por ella.  

## Filmographie partielle
- 2025 : Sorda d'Eva Libertad : Héctor